# Simón Susarte
Simón Rodríguez Susarte, conocido como Simón Susarte, fue un pastor español, natural de Gibraltar, que en 1704 mostró al Ejército español un paso seguro para tomar la cumbre del peñón de Gibraltar con el objetivo de sorprender a las tropas inglesas y holandesas establecidas en él y recuperar la plaza.

## Intento español de tomar Gibraltar

### Sitio de Gibraltar
Tras la pérdida de Gibraltar el 6 de agosto de 1704 el ejército español establece a partir de septiembre un asedio a la ciudad basado principalmente en el hostigamiento desde la ladera norte del Peñón. A pesar de la presencia de diversas baterías artilladas en esta zona las defensas de Gibraltar consiguen mantener la integridad de la entrada a la ciudad y la refuerzan con la construcción de un canal inundado y la acción de un gran buque artillado en la zona norte del puerto de la ciudad.

### El paso

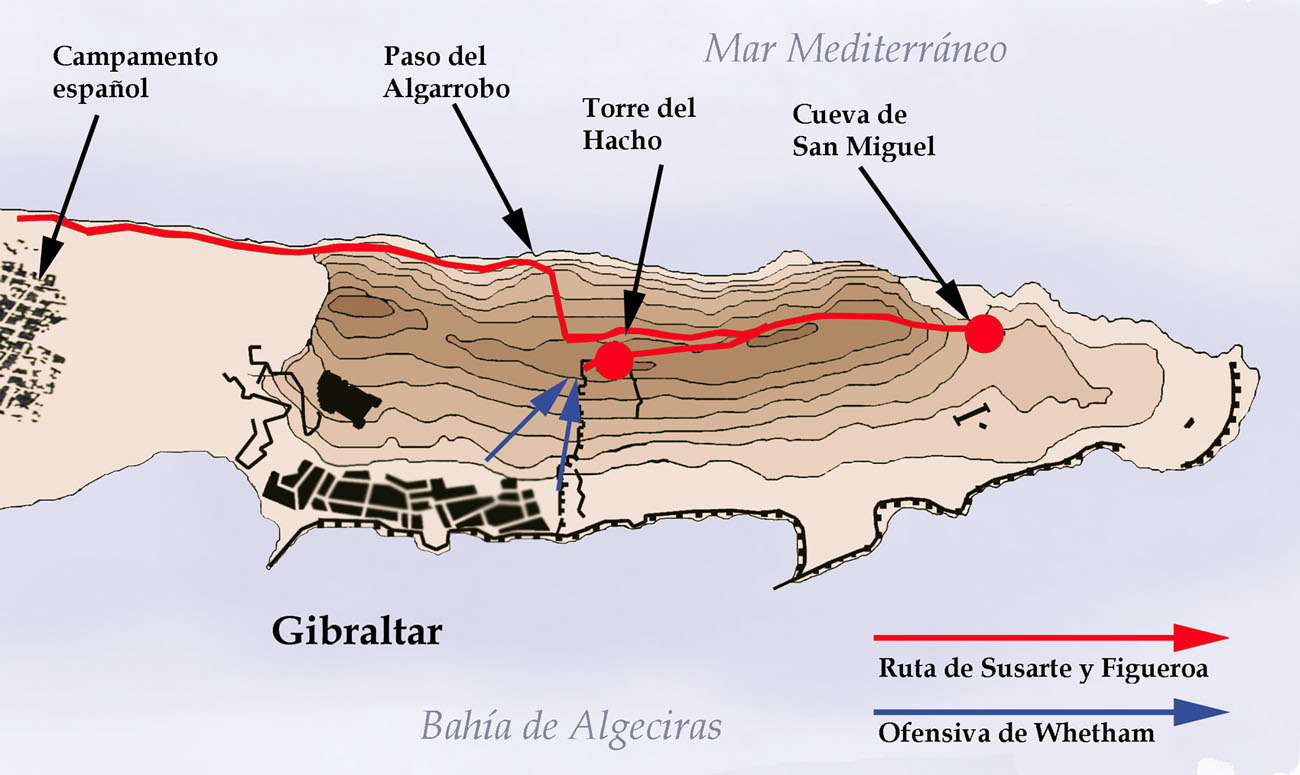
Ruta mostrada por el pastor Simón Susarte al ejército sitiador de Gibraltar.

En estas circunstancias se presenta el día 8 de octubre de ese mismo 1704 el cabrero Simón Susarte en el campamento español establecido en la falda norte del Peñón para dar a conocer un paso, la senda del pastor, desde la zona occidental a la cumbre de Gibraltar que había sido utilizado por él mismo y otros pastores con anterioridad a la pérdida de la ciudad. El marqués de Villadarias, general español de este campamento, se opuso inicialmente a utilizar esta información aunque se mandó a un soldado a comprobar junto a Susarte la veracidad de las afirmaciones de este. Finalmente se decide enviar al coronel Antonio de Figueroa y Silva con 500 hombres para, junto a Susarte, tomar las guarniciones inglesas de la cresta de la Roca y sorprender a los defensores con un ataque combinado con el resto de los sitiadores. Para ello la noche del 9 de octubre guía y soldados salen del campamento español y ascienden por las escabrosas laderas del peñón de Gibraltar hasta el paso del Algarrobo para descender más tarde, guiados por Susarte por la vereda del Hacho hasta la zona denominada Los Tarfes y refugiarse en la cueva de San Miguel.

### Ataque sorpresa de los españoles
Antes del amanecer la partida salió de su escondite y tomó la torre del Hacho matando a los guardas que se encontraban allí apostados. Poco más tarde tomarían la zona denominada La Silleta, en la cumbre de Gibraltar; hasta aquí llegaba el trabajo de Simón Susarte como guía de las tropas pues desde ese punto debían esperar señales del campamento español para tomar por sorpresa diversos puntos de la zona alta de la ciudad de Gibraltar. El plan del marqués de Villadarias era atacar la frontera del istmo para desplazar las fuerzas defensoras a ese punto y dejar desguarnecidos los apostaderos que debían tomar los hombres de Figueroa. Sin embargo los españoles no llegaron a ver movimiento alguno en su campamento ese 10 de septiembre. Era cuestión de tiempo que los ingleses descubrieran a sus soldados muertos en el apostadero del Hacho, y así fue, poco después de amanecer un joven que llevaba víveres a su padre en este apostadero encontró a todos sus ocupantes muertos y salió a avisar a los soldados de la ciudad.

### Contraataque inglés
Rápidamente salió de Gibraltar un regimiento inglés mandado por el coronel Whetham que combatieron a los españoles. A pesar de su mayor número los ingleses contaban con la desventaja de la elevada pendiente del terreno, los españoles, desde las alturas podían ocasionar más daños en sus enemigos que los que hubieran podido causar en un enfrentamiento en terreno llano. Por desgracia para los de Figueroa cada soldado español solo disponía de tres cartuchos de pólvora para defenderse debido a que el equipamiento que podía transportarse durante el ascenso hasta el Hacho era muy limitado. Tras agotar su munición debieron poner tierra de por medio mientras los ingleses los acribillaban a balazos; muchos de aquellos soldados que no murieron en el cuerpo a cuerpo cayeron desde el Salto del Lobo, un elevado precipicio de la zona occidental del Peñón. Otros tantos soldados, entre ellos Figueroa, y el pastor Simón Susarte pudieron regresar al campamento mientras que unos 200 fueron hechos prisioneros por el ejército inglés.

## Reconocimientos
Simón Susarte es hijo predilecto de San Roque. En esta ciudad existen un barrio y un parque con su nombre.